# Monthou-sur-Bièvre
Monthou-sur-Bièvre ist eine französische Gemeinde mit 793 Einwohnern (Stand: 1. Januar 2022) im Département Loir-et-Cher in der Region Centre-Val de Loire; sie gehört zum Arrondissement Blois und zum Kanton Blois-3. Die Einwohner werden Montholiens genannt.

## Geographie
Die Gemeinde Monthou-sur-Bièvre liegt etwa zwölf Kilometer südsüdwestlich von Blois an der Mündung der Bièvre in den Beuvron im Westen der Seenlandschaft Sologne. Umgeben wird Monthou-sur-Bièvre von den Nachbargemeinden Valaire im Norden, Les Montils im Norden und Nordosten, Le Controis-en-Sologne im Osten, Sambin im Süden, Pontlevoy im Südwesten sowie Chaumont-sur-Loire im Westen.

## Bevölkerungsentwicklung
| Jahr                       | 1962 | 1968 | 1975 | 1982 | 1990 | 1999 | 2006 | 2017 |
| Einwohner                  | 414  | 399  | 320  | 423  | 502  | 505  | 669  | 811  |
| Quellen: Cassini und INSEE |      |      |      |      |      |      |      |      |

## Sehenswürdigkeiten

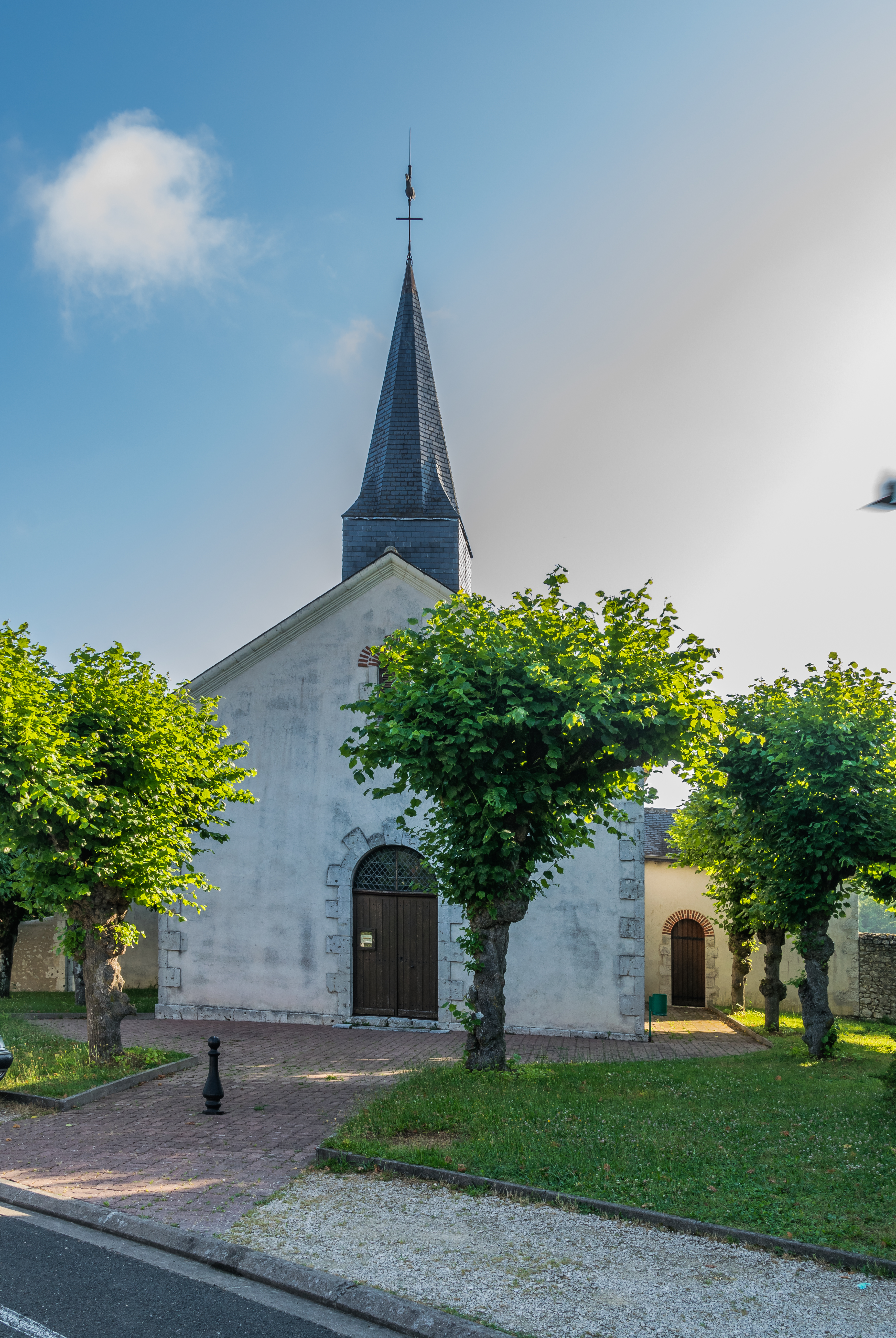
Kirche Saint-Martin
- Schloss Vieux Pressoir
- Wasserturm

- Kirche Saint-Martin